# Christen Munk
Christen Munk, född 1520, död 1579, var en dansk länsherre. Munk tjänstgjorde i Norge. På 1560-talet regerade han över Hamar län och Akershus residerade på Akershus fästning. 1567, under nordiska sjuårskriget, när svenska trupper ryckte fram mot Akershus fästning, lät Munk bränna Oslo i syfte att förhindra svenskarna att få fotfäste nära fästningen. Svenskarna tvingades efter hand dra sig tillbaka. Något år senare hämnades Munk genom att skicka trupper till Sverige för att härja och plundra. Christen Munk flyttade sedermera till Åkjær på Jylland.